# Omloop van het Waasland 2009
De 45e editie van de Omloop van het Waasland vond plaats op 15 maart 2009. De start en finish vonden plaats in Kemzeke. De winnaar was Johan Coenen, gevolgd door Jeff Peeters en Dieter Cappelle.

## Uitslag
| Omloop van het Waasland 2009 |                 |                            |            |
| Plaats                       | Naam            | Ploeg                      | Tijd       |
| Winnaar                      | Johan Coenen    | Topsport Vlaanderen        | 4u 28' 00" |
| 2                            | Jeff Peeters    | An Post-Sean Kelly         | z.t.       |
| 3                            | Dieter Cappelle | Palmans-Cras               | z.t.       |
| 4                            | Arjen de Baat   | Van Vliet EBH Elshof       | z.t.       |
| 5                            | Michael Blanchy | Revor - Jartazi            | z.t.       |
| 6                            | Niko Eeckhout   | An Post-Sean Kelly         | z.t.       |
| 7                            | Denis Flahaut   | Landbouwkrediet - Colnago  | z.t.       |
| 8                            | Jos Pronk       | KrolStonE Continental Team | z.t.       |
| 9                            | Boy van Poppel  | Rabobank Continental Team  | z.t.       |
| 10                           | Klaas Lodewyck  | Topsport Vlaanderen        | z.t.       |

1965 · 1966 · 1967 · 1968 · 1969 · 1970 · 1971 · 1972 · 1973 · 1974 · 1975 · 1976 · 1977 · 1978 · 1979 · 1980 · 1981 · 1982 · 1983 · 1984 · 1985 · 1986 · 1987 · 1988 · 1989 · 1990 · 1991 · 1992 · 1993 · 1994 · 1995 · 1996 · 1997 · 1998 · 1999 · 2000 · 2001 · 2002 · 2003 · 2004 · 2005 · 2006 · 2007 · 2008 · 2009 · 2010 · 2011 · 2012 · 2013 · 2014 · 2015 · 2016 · 2017 · 2018 · 2019 · 2020 · 2021 · 2022 · 2023 · 2024